# Погуже (Сілезьке воєводство)
Погуже (пол. Pogórze) — село в Польщі, у гміні Скочув Цешинського повіту Сілезького воєводства.
Населення — 1831 особа (2011).
У 1975-1998 роках село належало до Бельського воєводства.

## Демографія
Демографічна структура станом на 31 березня 2011 року:
|          | Загалом | Допрацездатний вік | Працездатний вік | Постпрацездатний вік |
| -------- | ------- | ------------------ | ---------------- | -------------------- |
| Чоловіки | 833     | 200                | 564              | 69                   |
| Жінки    | 998     | 196                | 566              | 236                  |
| Разом    | 1831    | 396                | 1130             | 305                  |